# Il profumo dell'erba selvatica
Il profumo dell'erba selvatica (Wild Mountain Thyme) è un film del 2020 diretto da John Patrick Shanley.
Il film, con protagonisti Emily Blunt, Jamie Dornan, Jon Hamm e Christopher Walken, è l'adattamento cinematografico del dramma del 2014 Outside Mullingar, scritto dallo stesso regista e sceneggiatore John Patrick Shanley.

## Trama
Nella campagna irlandese due introversi sulla trentina vivono, da quando sono nati, in fattorie adiacenti. Rosemary Muldoon è da sempre innamorata di Anthony Reilly, ma lui non pare ricambiarla.
Il padre di Anthony, Tony, teme che il figlio misantropo non si sposerà e non avrà figli, portando alla fine la fattoria dei Reilly. Considera allora di vendere la stessa al nipote Adam, che è un banchiere di successo che vive a New York. Determinato a ereditare la fattoria, Anthony progetta di chiedere a Rosemary di sposarlo con l'anello della madre defunta, ma lo perde mentre si sta recando a fare la proposta. Comincia quindi ad usare un metal detector per cercare l'anello ma senza successo.
Alla festa del 75° compleanno di Tony, giunge Adam che flirta con Rosemary che non disdegna l'idea di andarlo a trovarlo a New York.
La madre di Rosemary si ammala e muore. Tony decide di non vendere ad Adam, aprendo alla possibilità che Anthony e Rosemary si mettano insieme. Non molto tempo dopo, Tony si riconcilia con il figlio e dopo poco muore.
Rosemary e Anthony ora vivono da soli nelle rispettive fattorie. Lei cerca di avvicinarsi a lui, ma lui la respinge e le suggerisce di lasciare l'Irlanda. Rosemary vola a New York dove incontra Adam con il quale assiste ad una rappresentazione del Lago dei cigni e dopo aver cenato lui la bacia prima di separarsi.
Dopo essere tornata a casa, Rosemary si pone alcune domande e decide di affrontare Anthony una volta per tutte. Lo invita a casa sua, dove litigano per la sua difficoltà ad accettare l'amore. Anthony confessa così un segreto che ha rovinato le relazioni passate: crede di essere un'ape. Le svela poi anche la storia dell'anello scoprendo che Rosemary lo aveva trovato e conservato. Dunque ora può farle la proposta come si deve, coronando un destino che era scritto da tempo.
Nel pub locale, in fine, i due cantano la popolare Wild Mountain Thyme, tanto amata dalla madre di Anthony, e tutti (inclusi i loro genitori defunti e un Adam scaricato ma consolatosi con un'altra donna irlandese) cantano insieme.

## Produzione
Nel maggio 2019 viene annunciato il film, scritto e diretto da John Patrick Shanley e basato sulla sua opera teatrale Outside Mullingar, con protagonisti Jamie Dornan e Holliday Grainger. Nel settembre dello stesso anno, Emily Blunt, Jon Hamm, Christopher Walken e Dearbhla Molloy si uniscono al cast, con la Blunt che va a sostituire la Grainger mentre la Molloy riprende il ruolo ricoperto anche in teatro.
Le riprese del film sono iniziate in Irlanda il 30 settembre 2019.

## Promozione
Il primo trailer del film è stato diffuso il 10 novembre 2020.

## Distribuzione
Il film è stato distribuito nelle sale cinematografiche statunitensi a partire dall'11 dicembre 2020. In Italia è disponibile sulle piattaforme streaming dal luglio 2021.

## Casi mediatici
Dopo la diffusione del primo trailer, è stato fortemente criticato l'accento irlandese dei protagonisti Emily Blunt e Jamie Dornan, bersagli di prese in giro sui social.